# Neopanorpa vietnamensis
Neopanorpa vietnamensis är en näbbsländeart som beskrevs av Rainer Willmann 1976. Neopanorpa vietnamensis ingår i släktet Neopanorpa och familjen skorpionsländor. Inga underarter finns listade i Catalogue of Life.